# Бојано
Бојано (итал. Bojano) је насеље у Италији у округу Кампобасо, региону Молизе.
Према процени из 2011. у насељу је живело 6014 становника. Насеље се налази на надморској висини од 485 м.

## Становништво
| 1931. | 1936. | 1951. | 1961. | 1971. | 1981. | 1991. | 2001. | 2011. |
| ----- | ----- | ----- | ----- | ----- | ----- | ----- | ----- | ----- |
| 6.768 | 7.233 | 8.344 | 7.096 | 6.928 | 7.260 | 8.426 | 8.312 | 7.946 |